# Подиум (архитектура)

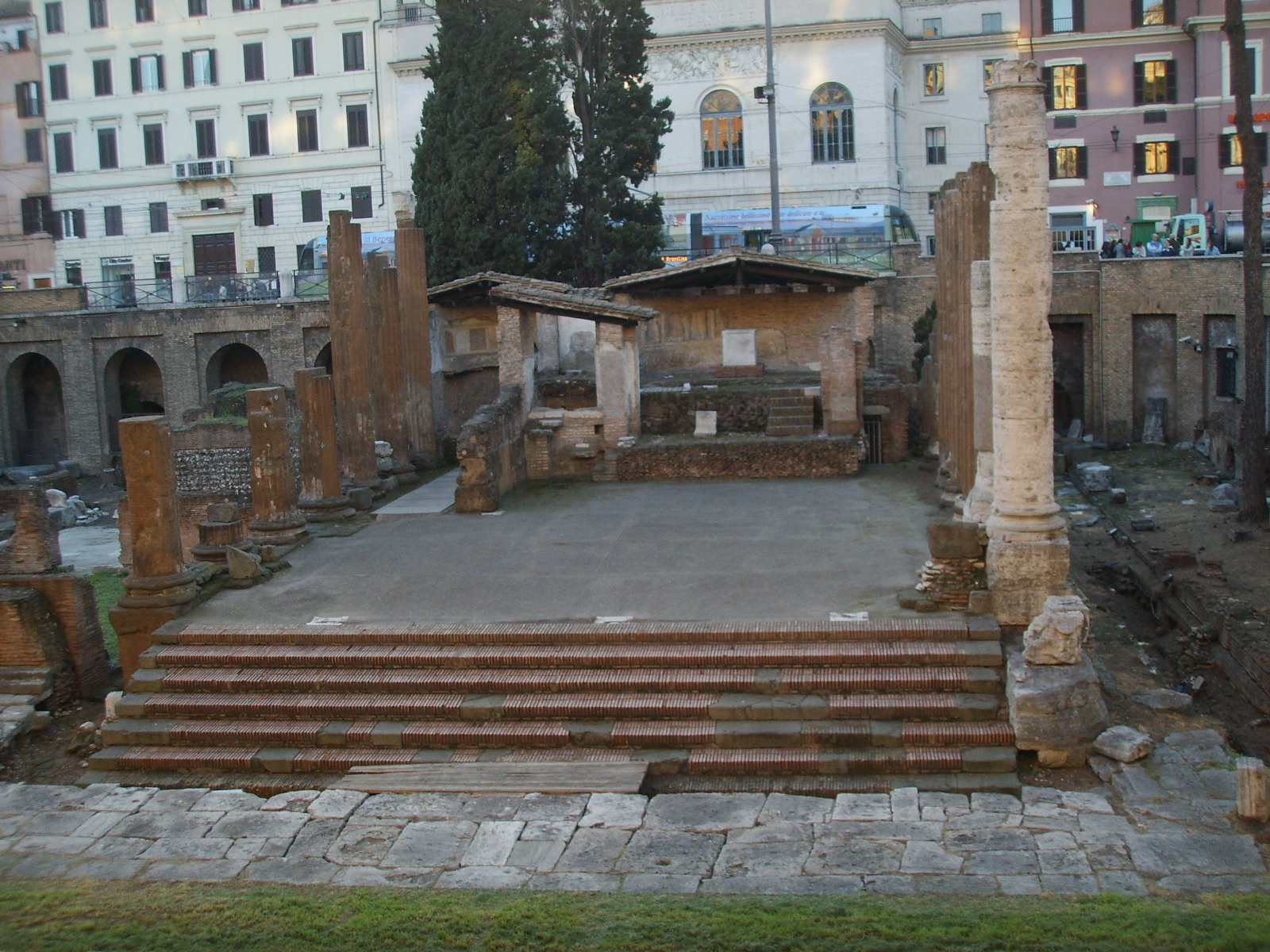
Подиум храма А на площади Ларго-ди-Торре-Арджентина в Риме

По́диум, подий (лат. podium, от др.-греч. πόδεων, πους — подошва, след ноги) — в древнеримской архитектуре — подножие, прямоугольное (реже квадратное) возвышение постройки, имеющее лестницу с одной, как правило торцевой, короткой, из сторон, соответствующей главному фасаду здания. Древние греки использовали в подобных случаях термин «стереобат», или «крепидома» («основание дома»).
Подиумом римляне называли подножие императорской трибуны, а также возвышение, на котором восседали магистраты (выборные чиновники) в базиликах ((лат. tribunum из др.-греч. τριβως — утоптанный, утрамбованный). Подиум — также надстройка триумфальной арки, переднюю стенку которой именуют аттиком. В древнеримских цирках и амфитеатрах подиум — возвышение вокруг арены, образующее нижний ряд, на котором располагались места для императора и его семьи (восседающих на трибуне), весталок, сенаторов и знатных граждан города, отчего и стену такого возвышения ошибочно именуют подиумом (на самом деле — парапет).

## Подиумы в интерьере
В современном интерьере подиумом называется любой приподнятый участок пола. Подиумы используют для:
- демонстрации чего-либо перед зрителями[источник не указан 4171 день];
- постановки модели, натурщика или натурщицы в ателье художника или в учебном классе;
- скрытого размещения технологических элементов, например, труб (такие технологические подиумы часто используются в ванных комнатах);
- для визуального изменения пропорций комнаты, разделения её на отдельные зоны;
- для образования закрытого пространства для хранения вещей (как альтернатива антресолям).